# 蘇格爾格羅夫 (伊利諾伊州斯凱勒縣)
蘇格爾格羅夫（英語：Sugar Grove）是位於美國伊利諾伊州斯凱勒縣的一個非建制地區。該地的面積和人口皆未知。

## 地理
蘇格爾格羅夫的座標為40°01′46″N 90°34′18″W / 40.02944°N 90.57167°W，而該地的平均海拔高度為168米（即551英尺）。